# De facto
De facto je latinski izraz koji znači »činjenično« ili »u praksi«. Obično se koristi kao suprotnost izrazu »de jure« (koji znači »po zakonu«) kad se govori o pitanjima zakona, administracije ili pravila poput standarda koja se mogu naći u svakidašnjem životu, a stvorena su bez ili protiv pravila.
Kad se govori o nekoj pravnoj situaciji, »de jure« označava ono što kaže zakon, a »de facto« označava ono što se događa u praksi (i što može i ne mora biti zakonito). Izraz »de facto« se može koristiti i kad nema odgovarajućeg zakona ni standarda, ali postoji dobro utvrđena praksa u životu, iako možda ne i univerzalna.

## Povezano
- de jure